# Kilkunda
Kilkunda é uma panchayat (vila) no distrito de The Nilgiris, no estado indiano de Tamil Nadu.

## Demografia
Segundo o censo de 2001,  Kilkunda  tinha uma população de 10,150 habitantes. Os indivíduos do sexo masculino constituem 49% da população e os do sexo feminino 51%. Kilkunda has an average literacy rate of 74%, superior à média nacional de 59.5%: a literacia no sexo masculino é de 83% e no sexo feminino é de 66%. Em Kilkunda, 9% da população está abaixo dos 6 anos de idade.